# J.League Division 2 1999
Die J.League Division 2 1999 war die erste Spielzeit der japanischen J.League Division 2, eine in diesem Jahr neugegründete Spielklasse der J.League. An ihr nahmen zehn Vereine teil. Die Saison begann am 14. März und endete am 21. November 1999.
Erster Meister der neuen Division war Kawasaki Frontale. Neben Frontale stieg auch der Vizemeister FC Tokyo in die J.League Division 1 2000 auf.

## Modus
Die Saison wurde in einem doppelten Doppelrundenturnier ausgetragen, die Vereine spielten demnach viermal gegeneinander, zweimal zuhause und zweimal auswärts. Bei Gleichstand nach 90 Minuten wurde die Spielzeit um zweimal fünfzehn Minuten verlängert, wobei die Golden-Goal-Regel zur Anwendung kam. Stand es danach immer noch unentschieden, wurde das Spiel als solches gewertet.
Für einen Sieg nach regulärer Spielzeit gab es drei, für einen Sieg in der Verlängerung zwei Punkte; bei einem Unentschieden gab es für jede Mannschaft einen Zähler. Die Tabelle einer jeden Halbserie wurde also nach den folgenden Kriterien erstellt:
1. Anzahl der erzielten Punkte
2. Tordifferenz
3. Erzielte Tore
4. Ergebnisse der Spiele untereinander
5. Entscheidungsspiel oder Münzwurf

Die beiden Vereine mit den meisten Punkten stiegen am Ende der Saison in die J.League Division 1 2000 auf.

## Teilnehmer
Insgesamt wurden zehn Mannschaften zur Teilnahme an der ersten Saison der Division 2 ausgewählt. Neun von ihnen waren hierbei Mannschaften, die zuletzt in der Japan Football League spielten und an einer Eingliederung in den Profifußball interessiert waren. Vervollständigt wurde das Teilnehmerfeld durch Consadole Sapporo, den durch ein Play-down-Turnier bestimmten Absteiger aus der J.League 1998.
Einige der Vereine änderten ihre Namen vor Beginn der Saison, meist um den Wechsel vom Amateur- zum Profitum zu verdeutlichen oder um eine Trennung vom bisherigen Trägerbetrieb aufzuzeigen. So wechselte JFL-Meister Tokyo Gas seine Bezeichnung zu FC Tokyo, aus dem Sechstplatzierten Ōita FC wurde Ōita Trinita; der Siebte Brummell Sendai schließlich benannte sich in Vegalta Sendai um.
| Verein            | Stadt/Region               | Platzierung JFL 1998 | Stadion                       |
| ----------------- | -------------------------- | -------------------- | ----------------------------- |
| Albirex Niigata   | Niigata & Seirō, Niigata   | 11.                  | Niigata City Athletic Stadium |
| Consadole Sapporo | Sapporo, Hokkaidō          | J-PO                 | Sapporo Atsubetsu Stadium1    |
| Kawasaki Frontale | Kawasaki, Kanagawa         | 2.                   | Todoroki Athletics Stadium    |
| Montedio Yamagata | Yamagata, Yamagata         | 3.                   | Yamagata Park Stadium2        |
| Ōita Trinita      | Ōita, Ōita                 | 6.                   | Ōita Athletic Stadium3        |
| Ōmiya Ardija      | Ōmiya, Saitama             | 12.                  | Ōmiya Park Stadium4           |
| Sagan Tosu        | Tosu, Saga                 | 8.                   | Tosu Stadium5                 |
| FC Tokyo          | Tokio                      | 1.                   | Nishigaoka Soccer Stadium6    |
| Vegalta Sendai    | Sendai, Miyagi             | 7.                   | Sendai Stadium                |
| Ventforet Kofu    | Städteverbund in Yamanashi | 4.                   | Kose Sports Park Stadium7     |

Bemerkungen
1. Consadole Sapporo trug aus witterungsbedingten Gründen die ersten drei Heimspiele im Muroran Irie Stadium in Muroran, Hokkaidō aus.[2]
2. Montedio Yamagata trug je zwei Heimspiele im Yamagata Civic Athletic Field in Yamagata, Yamagata und im Tsuruoka Komakihara Stadium in Tsuruoka, Yamagata aus.[3]
3. Ōita Trinita trug zwei Heimspiele im Saiki Athletic Stadium in Saiki, Ōita aus.[4]
4. Ōmiya Ardija trug je ein Heimspiel im Tochigi Green Stadium in Tochigi, Tochigi und im Kōnosu Athletic Stadium in Kōnosu, Saitama aus.[5]
5. Sagan Tosu trug zwei Heimspiele im Saga Athletic Stadium in Saga, Saga aus.[6]
6. FC Tokyo trug fünf Heimspiele im Edogawa Athletic Stadium und drei Heimspiele im Komazawa Olympic Park Stadium aus.[7]
7. Ventforet Kofu trug vier Heimspiele im Nirasaki Central Park Stadium in Nirasaki, Yamanashi aus.[8]

## Trainer
| Verein            | Cheftrainer                        |
| ----------------- | ---------------------------------- |
| Consadole Sapporo | Takeshi Okada                      |
| Vegalta Sendai    | Takekazu Suzuki → Hidehiko Shimizu |
| Montedio Yamagata | Shigeharu Ueki                     |
| Omiya Ardija      | Pim Verbeek                        |
| FC Tokyo          | Kiyoshi Ōkuma                      |
| Kawasaki Frontale | Beto Almeida → Ikuo Matsumoto      |
| Ventforet Kofu    | Susumu Katsumata                   |
| Albirex Niigata   | Yoshikazu Nagai                    |
| Sagan Tosu        | Hiroshi Sowa                       |
| Oita Trinita      | Nobuhiro Ishizaki                  |

## Spieler
| Verein            | Spieler |
| ----------------- | --- |
| Consadole Sapporo | Yōhei Satō (35/0), Ryūji Tabuchi (35/1), Shōji Nonoshita (2/0), Satoshi Kajino (26/0), Yoshihiro Natsuka (32/3), Taijirō Kurita (8/1), Shin Tanada (32/1), Kleber (1/0), Biju (19/2), Ricardinho (5/1), Dinei (3/0), Assis (29/8), Kōji Seki (25/6), Tomotaka Fukagawa (36/5), Tsuyoshi Furukawa (31/1), Tatsuya Murata (30/0), Kenji Kikawada (21/0), Hiromasa Suguri (25/3), Kōta Yoshihara (32/15), Yoshifumi Ōno (23/2), Yōsuke Fujigaya (2/0), Tomohiko Ikeuchi (7/2), Ippei Saga (4/0), Yū Kawamura (11/0), Takashi Sakurai (4/0), Jun Ideguchi (1/0), Kōhei Hayashi (2/0)                               |
| Vegalta Sendai    | Norio Takahashi (12/0), Yoshihito Yamaji (30/0), Katsuyuki Saitō (29/0), Yoshitaka Watanabe (24/0), Dubajic (30/1), Eiji Hanayama (13/1), Naoki Chiba (31/0), Kazuo Echigo (26/0), Jun Takata (20/4), Kōji Nakajima (26/2), Satoshi Taira (30/2), Tomohiro Hasumi (11/0), Yasunobu Chiba (23/2), Manabu Nakamura (22/1), Makoto Segawa (27/2), Yoshinori Abe (18/7), Kei Mikuriya (28/0), Dan Itō (7/0), Ken Ishikawa (24/0), Motoki Imagawa (3/0), Nixon (24/3), Paulo Henrique (16/4), Nobuyuki Zaizen (6/1)                                                                                                 |
| Montedio Yamagata | Katsumi Suzuki (33/0), Toshihiko Uchiyama (15/0), Masayuki Ōta (32/1), Hironari Iwamoto (32/2), Naoki Hommachi (32/0), Kenji Takahashi (33/3), Tatsuma Yoshida (34/5), Mutairu (22/6), Satoshi Mashimo (36/18), Walter (30/3), Daisuke Nakamori (15/0), Takashi Shōji (21/2), Hiroki Iizuka (5/0), Tomokazu Hirama (35/5), Tarō Urabe (15/1), Junji Satō (28/0), Kōsuke Harada (8/1), Ryōsuke Nemoto (11/0), Takeshi Saitō (3/0), Masakazu Washida (18/0), Alan (7/0), Jun Kokubo (7/0) |
| Omiya Ardija      | Atsushi Shirai (36/0), Seiichirō Okuno (27/2), Jan (23/0), Tetsurō Uki (34/1), Ryūgo Okamoto (36/0), Masato Harasaki (30/4), Shōkichi Satō (13/1), Ken Iwase (32/5), Jeroen (11/9), Edwin (10/0), Mark Burke (20/5), Taisuke Hiramoto (18/4), Taichi Satō (19/2), Kazushi Isoyama (29/7), Hideyuki Ujiie (28/0), Masato Saitō (22/0), Akinori Kosaka (22/2), Masahiro Miyashita (14/1), Yasuhiro Toyoda (3/0), Yūji Kamimura (16/0), Yūji Yokoyama (20/2), Kenji Kitahara (7/0), Kazunari Okayama (6/1) |
| FC Tokyo          | Hiromitsu Horiike (16/0), Sandro (36/3), Mitsunori Yamao (2/0), Yoshinori Furube (14/2), Hiroki Shinjō (26/0), Satoru Asari (29/1), Ryūji Fujiyama (35/1), Jun Wada (18/0), Takashi Okuhara (7/1), Amaral (26/15), Osamu Umeyama (32/0), Kensuke Kagami (21/4), Yukihiko Satō (35/6), Almir (33/8), Toshiki Koike (22/1), Tōru Kaburagi (30/3), Hayato Okamoto (28/3), Takayuki Suzuki (21/0), Masamitsu Kobayashi (20/2), Takayuki Komine (34/0), Jun Enomoto (8/1) |
| Kawasaki Frontale | Takeshi Urakami (35/0), Eiji Takada (28/7), Hideki Sahara (28/1), Tamotsu Komatsuzaki (1/0), Genilson (3/0), Shūhei Terada (12/0), Ken’ichi Sugano (2/0), Yuzuki Itō (2/0), Tuto (30/17), Tinga (24/8), Tatsuru Mukōjima (16/0), Hideki Katsura (27/3), Naoki Urata (28/6), Tetsuo Nakanishi (31/0), Yoshinori Doi (25/0), Shinji Ōtsuka (32/0), Yoshimi Sasahara (2/0), Masahide Kawamoto (8/0), Akira Itō (31/7), Yasuhiro Nagahashi (31/0), Tomoaki Kuno (35/8), Takashi Uemura (8/2), Tetsuya Ōishi (5/0), Shingo Itō (4/0), Kazuki Ganaha (3/0), Teruo Iwamoto (12/5), Takumi Morikawa (26/2), Cadu (4/1) |
| Ventforet Kofu    | Takehisa Sakamoto (30/0), Tetsumasa Kimura (36/0), Susumu Watanabe (35/2), Makoto Kaneko (31/3), Daisuke Ishihara (36/0), Kenji Nakada (28/3), Kazuto Saiki (31/0), Tatsuya Ai (35/0), Satoru Yoshida (24/4), Katsutomo Ōshiba (36/7), Masahiro Shimmyō (26/2), Hiroyuki Dobashi (26/3), Yoshinobu Akao (16/1), Gakuya Horii (34/7), Yūki Imamura (1/0), Takeshi Shimizu (7/0), Keiji Koizumi (1/0), Yoshio Kitajima (6/0), Atsuto Ōishi (5/0), Yūsaku Tanioku (13/0), Tomohiko Itō (6/0), Shin’ya Hagihara (4/0), Yōhei Takayama (1/0), Eiichi Uemura (1/0), Michiharu Otagiri (9/0)                          |
| Albirex Niigata   | Kōichi Kidera (14/0), Masanori Kizawa (32/2), Sergio (24/1), Nobuhiro Shiba (33/2), Shin’ichi Fujita (12/0), Jun Mizukoshi (35/2), Haruki Seto (36/5), Noriaki Tsutsui (20/0), Ricardo (34/6), Saulo (23/6), Naoki Naruo (36/8), Keiichirō Nakano (29/0), Teruki Tabata (2/0), Naoki Takahashi (20/1), Makoto Ikeda (2/0), Takamichi Kobayashi (4/0), Shingo Suzuki (30/8), Shūsuke Shimada (24/1), Takeshi Kawaharazuka (3/0), Shin’ya Yoshihara (22/0), Tomonori Tsunematsu (2/0), Tadahiro Akiba (35/0), Taichi Hasegawa (3/0), Takayoshi Shikida (12/3)                                                    |
| Sagan Tosu        | Riki Takasaki (34/0), Kenta Shimaoka (17/0), Pak Yong-ho (10/1), Rikiya Kawamae (33/4), Yoshinori Matsuda (12/1), Kōichi Sekimoto (10/0), Ōmi Satō (27/3), Kōsei Kitauchi (33/1), Shin’ichi Satō (12/0), Shin Nakamura (33/5), Masato Koga (29/4), Haruhiko Satō (32/0), Yasuhide Ihara (26/0), Shinji Makino (8/0), Kenji Takagi (16/1), Yoshiki Maeda (1/0), Hiroshi Moriyasu (35/0), Ryō Fukudome (26/7), Kōichirō Katafuchi (15/6), Yoshiyuki Takemoto (34/16), Tetsuharu Yamaguchi (1/0), Satoru Kobayashi (26/2), Kōji Arimura (5/0), Shōji Ikitsu (17/0)                                                |
| Oita Trinita      | Kenji Koyama (36/0), Yūji Nakayoshi (2/0), Kazuhiro Murata (29/1), Yasunari Hiraoka (26/0), Daiki Wakamatsu (25/3), Motoki Kawasaki (13/3), Iwao Yamane (32/1), Choi Dae-shik (31/4), Will (30/18), Taketo Shiokawa (34/5), Tetsuya Yamazaki (22/1), Alex (11/2), Edwin (18/1), Kazumasa Shimizu (6/1), Keita Kanemoto (29/0), Takashi Umeda (28/1), Norio Murata (4/0), Kazuhisa Hamaoka (1/0), Ryōhei Koike (1/0), Toshihiro Yoshimura (32/0), Takuya Jinno (36/19), Yoshiya Takemura (22/1) |

## Statistik

### Tabelle
| Pl.                    | Verein                | Sp. | S90 | SV | U | N90 | NV | Tore  | Diff. | Punkte |
| ---------------------- | --------------------- | --- | --- | -- | - | --- | -- | ----- | ----- | ------ |
| 01.                    | Kawasaki Frontale     | 36  | 20  | 5  | 3 | 07  | 1  | 69:34 | +35   | 73     |
| 02.                    | FC Tokyo              | 36  | 19  | 2  | 3 | 10  | 2  | 51:35 | +16   | 64     |
| 03.                    | Ōita Trinita          | 36  | 18  | 3  | 3 | 08  | 4  | 62:42 | +20   | 63     |
| 04.                    | Albirex Niigata       | 36  | 16  | 4  | 2 | 13  | 1  | 46:40 | +06   | 58     |
| 05.                    | Consadole Sapporo (A) | 36  | 15  | 2  | 6 | 11  | 2  | 54:35 | +19   | 55     |
| 06.                    | Ōmiya Ardija          | 36  | 14  | 4  | 1 | 15  | 2  | 47:44 | +03   | 51     |
| 07.                    | Montedio Yamagata     | 36  | 14  | 1  | 4 | 13  | 4  | 47:53 | −06   | 48     |
| 08.                    | Sagan Tosu            | 36  | 11  | 1  | 2 | 20  | 2  | 52:64 | −12   | 37     |
| 09.                    | Vegalta Sendai        | 36  | 07  | 3  | 4 | 18  | 4  | 30:58 | −28   | 31     |
| 10.                    | Ventforet Kofu        | 36  | 04  | 1  | 4 | 23  | 4  | 32:85 | −53   | 18     |
| Stand: Ende der Saison |                       |     |     |    |   |     |    |       |       |        |

|     | Aufstieg in die J.League Division 1 2000: Kawasaki Frontale, FC Tokyo |
| (A) | Absteiger aus der J.League 1998: Consadole Sapporo                    |